# Montereau-Fault-Yonne
Montereau-Fault-Yonne es una comuna francesa capital de un cantón, en la parte suroccidental del departamento de Sena y Marne, en la región de Isla de Francia. No debe confundirse con la pequeña comuna de Montereau (Loiret).
La ciudad toma su nombre de su posición geográfica con la confluencia del río Yonne y el Sena (Fault, también escrito faut viene del verbo faillir, «caer»).

## Demografía
| 3 115                     | 3 364 | 3 453 | 3 945 | 4 450 | 4 494 | 4 942 | 5 465 | 6 063 | 6 217 | 6 748 | 6 714 | 7 041 | 7 306 | 7 709 | 7 672 | 8 041 | 7 929 | 8 213 | 8 617 | 8 853 | 9 314 | 9 965 | 9 322 | 8 962 | 10 119 | 14 121 | 19 789 | 21 568 | 19 413 | 18 657 | 17 625 | 16 802 |
| (Fuente: INSEE y Cassini) |       |       |       |       |       |       |       |       |       |       |       |       |       |       |       |       |       |       |       |       |       |       |       |       |        |        |        |        |        |        |        |        |

## Historia
En 1359, el rey de Navarra Carlos II, quien tenía la ciudad debido a su ascendencia de Champaña, la perdió frente al regente de Francia (el futuro rey Carlos V).
Juan sin Miedo fue asesinado en el puente de la ciudad en septiembre de 1419 por Tanneguy du Châtel y el señor de Barbazan, durante la entrevista que tuvo con el delfín, futuro rey Carlos VII. En 1420, Felipe el Bueno, hijo de Juan Sin Miedo, capturó la ciudad, que permaneció durante ocho años en manos de la coalición anglo-burgundia. Sin embargo, a finales de un largo asedio, el rey Carlos VII, ayudado por Chabannes y Dunois, consiguieron recuperarla.
En 1567, durante las guerras de religión, el hugonote Condé brevemente tomó la ciudad. En 1587, los habitantes de Montereau tomaron partido por la Liga Católica, pero acabaron aceptando en 1590 la legitimidad del nuevo rey Enrique IV.
Montereau fue también el lugar de la «Batalla de Montereau», una de las últimas victorias de Napoleón el 14 de febrero de 1814.

## Hermanamiento
- Safi  Marruecos
- Ottley 🇬🇧 Reino Unido
- Paredes 🇵🇹 Portugal